# Oligotoma inaequalis
Oligotoma inaequalis is een insectensoort uit de familie Oligotomidae, die tot de orde webspinners (Embioptera) behoort. De soort komt voor in het Caraïbisch gebied.
Oligotoma inaequalis is voor het eerst wetenschappelijk beschreven door Banks in 1924.